# Антун Бранко Шимич
Антун Бранко Ши́мич — (хорв. Antun Branko Šimić; 18 листопада 1898, Дриновці, Боснія і Герцеговина — 2 травня 1925, Загреб, Королівство СХС) — хорватський поет, критик, прозаїк і перекладач, один із найвпливовіших представників хорватського модернізму.

## Біографія
Народився в заможній родині в селі Дриновці, що в Західній Герцеговині. Був другим із дев'яти дітей. Вже в початковій школі проявив неабиякий талант. Навчався у францисканській класичній гімназії в Широкому Брієгу. Пізніше продовжив освіту в гімназіях Мостара, Вінковців і Загреба. Ще в сьомому класі гімназії Шимич здобув популярність як серед однолітків, так і серед учителів. Попри те, що був одним із найкращих учнів, у восьмому класі залишив школу.
У 1915 році переїхав до Загреба, де повністю присвятив себе літературній діяльності, заробляючи на життя письмом. Відтоді він цілковито віддався письменницькій діяльності, через що постійно жив у злиднях, проте, попри складні життєві обставини, залишив багатий та надзвичайно важливий літературний доробок. Жив у скруті, що разом із захворюванням на туберкульоз значно вплинуло на його життя та творчість.
З 1917 році заснував журнал «3аметіль» (Vijavica) (1917), заснований під впливом експресіоністичного літературного часопису Der Sturm (Шторм). Вже в 1919 році заснував журнал «Юріш» (Juriš), а пізніше, в 1923 році, відкрив третій часопис «Письменник» (Književnik). Певний час був редактором часопису Спілки хорватських письменників «Сучасник» (Savremenik).
Лікувався в Дубровнику та Цавтаті, але безуспішно. Помер у Загребі у віці 27 років, а похований на Мирогої в Загребі.

## Літературна діяльність
Шимич був не лише поетом, але й есеїстом, перекладачем та критиком. Він прагнув передати глибокі переживання через лаконічний і виразний вірш. Так само як есеїст та критик дотримувався чіткості й структурованості, уникаючи зайвих слів і розмитих формулювань.
Будучи п'ятнадцятирічним юнаком, Шимич уперше у 1913 році опублікував свій перший вірш «Зимова пісня» (Zimska pjesma) у журналі «Промінь» (Luč).
У восьмому класі середньої школи він співпрацював з журналом «Обрій» (Obzor) та входив до літературного кола католицьких модерністів, які плекали римований вірш, пейзажну лірику та вишуканий ритм, орієнтуючись на А. Г. Матоша та В. Відріча. Його ранні твори (1912—1917) передають ідилічні картини сільського життя в дусі імпресіонізму, з мотивами, близькими до парнасівської поезії. Формально досконалі, вони вже містять теми, що розвинуться у його подальшій творчості (Chanson triste, 1915), і відповідають рівню імпресіоністичної лірики покоління хорватських модерністів з альманаху «Хорватська молода лірика» (Hrvatska mlada lirika) (1914).
Пізніше у своїх літературно-критичних статтях Шимич заперечував традиціоналізм і відстоював мистецтво як вираження внутрішніх переживань митця, де головну роль відіграє експресія, а не краса. Експресіонізм стає для нього важливим, але не єдиним засобом переосмислення відносин між природою і мистецтвом, Богом і людиною, а також формуванням нових підходів до змісту, мови та ритму поезії. У короткий період (1917—1919) він здійснює трансформацію літературної традиції, поєднуючи скорочення та синтез у своїй творчості. Його переконання, що мистецтво — це не просто наслідування природи, а вираження внутрішнього переживання, ґрунтується на особистому поетичному досвіді. Вірші, написані в цей період, створені вільним віршем і вважаються експресіоністським («анархічним») етапом творчості Шимича. Вони пронизані тривогою чи відчаєм ліричного героя, відображаючи імпульси, які екстатичний суб'єкт «сприймає» в швидкому ритмі міського життя («Пісня», «Місто», «Танок», «Пісня поета»).
У його поезії, починаючи з 1917 року, експресіоністичні впливи відобразилися у зміні стилю: від анархічного (1917—1919) до стилізованого (1919—1921) та неокласичного (1921—1925). На кожному з цих етапів він суттєво модернізував хорватську поезію, запровадивши вільний вірш і наблизивши поетичну мову до розмовної. Він перетворив прикметники на ключові екзистенційні категорії (кохання, смерть, хвороба, здоров'я, голод, бідність, материнство, вічність) і створив поетичну форму, що гармонійно поєднувала традицію та модернізм у стійкому вільному вірші. Хоча він прагнув простоти, чіткості та графічної виразності вірша, мистецтво для нього залишалося ірраціональним і невловимим, що існує в просторі абсолютної свободи. Поетичне творення уподібнювалося до божественного акту, адже мистецтво заново вибудовує власний світ, а сам поет постає як чудотворець та «чудо у світі».
У 1920 році видав єдину за життя збірку поезій «Перевтілення» (Preobraženja), яка стала визначною подією в хорватській літературі, заклавши основи модерної поезії. Збірка складається з 48 віршів, переважно коротких. Деякі з них були опубліковані раніше, але Шимич їх переробив, тому «Перетворення» вважаються окремою фазою його творчості. Вірші мають особливе графічне оформлення (центральна вісь), яке Шимич запозичив від А. Холца. Симетрія є основним принципом організації збірки. Вводячи такі теми як Бог, любов, смерть, поезія, створює картину світу, що постійно перетворюється через різні типи персонажів або явищ, а всі форми життя в кінці повертаються до всезагального абсолюту. Інноваційні елементи, як-от нейтральний вираз, стилізоване використання кольору та порожнечі, стали важливим внеском у хорватську модерну лірику.
Після «Перетворень» поезія Шимича набуває «неокласичного» виразу, де вільний вірш іноді поступається місцем строфічним формам і римованому віршу, а в його пізній творчості простежуються мотиви напруженого зв'язку між відсутністю трансцендентного та внутрішнім ідеалом («Порожнє небо» (Prazni nebo), «Знайдений Бог» (Nađeni Bog)), роздуми про єдність життя і смерті («Смерть і я» (Smrt i ja)), а також вплив поетики «нової реальності», що відобразилося в його відомому циклі «Жебраки» (Siromasi).
Він також працював над романом «Подвійне обличчя» (Dvostruko lice), але не встиг його завершити. Значна частина його творів залишилася неопублікованою за життя та була видана лише в 1950–1960-х роках. Переклад роману Кнута Гамсуна «Благословення землі» (Blagoslov zemlje), завершений Шимичем у 1923 році, був опублікований лише у 1983 році.
Шимич активно працював як літературний критик, писав есе, перекладав твори європейських авторів. У своїх критичних статтях виступав за експресіоністичний підхід до мистецтва, в якому головне — передача внутрішніх переживань митця.
Його критичні тексти часто були або полемічними запереченнями, або аналітичними похвалами. Він захоплювався переважно іноземними авторами (Аполлінер, Бальзак, Бодлер, Верлен, Рільке, Стріндберг, Пруст), а також вітчизняними: І.Мажураничем, А. Г. Матошем, Іваною Брліч-Мажуранич та Тіном Уєвічем. Однак Шимич був різким критиком ранніх віршів Мирослава Крлежі, Владимира Назора та Петара Прерадовича. Його критика часто полемізувала з існуючими літературними стандартами того часу і сприяла самокритичному аналізу власних творів.
Спадщина Антуна Бранка Шимича відіграла ключову роль у розвитку хорватської літератури та її інтеграцією в європейську, а його вільний вірш та експресіоністичний стиль стали основою для подальших поколінь поетів. Разом із Мирославом Крлежою та Тіном Уєвичем Антун Бранко Шимич — найвидатніший поет хорватського модернізму.
Його творчість відзначається глибоким ліризмом, філософськими роздумами та новаторським підходом до форми і змісту, що робить його одним із найважливіших поетів хорватської літератури XX століття, а його збірка «Перетворення» вважаю вершиною сучасної хорватської лірики.